# María Aranguren
María Aranguren (Madrid, 1961)  es una artista española cuya trayectoria se enmarca en la abstracción geométrica y pictórica. Licenciada en Bellas Artes por la Universidad Complutense de Madrid en la especialidad de Pintura (1985), su trabajo se caracteriza por una profunda contención y un análisis meticuloso a través de series de obras. Su carrera ha estado estrechamente vinculada a Madrid, colaborando con galerías de renombre como la Galería Marita Segovia, con la que trabaja actualmente.

## Trayectoria artística
Formalmente, Aranguren centra su interés en la composición y el uso del color. Sus obras abordan temáticas relacionadas con el mundo interior, la sutileza, la ensoñación y la belleza.
Desde 2008, utiliza materiales plásticos industriales, cuyo interior está compuesto de perfiles rectangulares acanalados y transparentes en los que inserta materiales diversos, jugando con el soporte, entendido dualmente como soporte y contenedor.
Su enfoque artístico se centra en la abstracción, donde utiliza la composición, el color, y la geometría para investigar y comunicar visualmente. Este proceso se ve enriquecido por su experimentación constante con materiales y técnicas.

## Trayectoria Profesional
La artista ha expuesto en una amplia gama de galerías y salas institucionales, tanto a nivel nacional como internacional, destacando su participación en la galería Carmen de la Guerra en Madrid, en Las Naves en Valencia, y en el Museo de Arte Contemporáneo de Alicante (MACA), entre otros.
Actualmente, María Aranguren trabaja con la Galería Marita Segovia en Madrid. Anteriormente, colaboró con la Galería Astarté de Madrid desde 1995 hasta 2020, manteniendo una relación profesional duradera. Ha expuesto también en diversas galerías, entre ellas Carmen de la Guerra en Madrid (1998-1999), La Nave en Valencia (2004), Global Art Source en Zúrich (2003), Berlinische Galerie en Alemania (2004), Galería Vermeta en Buenos Aires (2004) y Ap Gallery en Segovia (2015).
En el ámbito institucional, sus exposiciones incluyen la Sala Parpalló de Valencia (2000), el Museo de la Ciudad de Valencia (2005), el MACA y el Proyecto Urbano con el Museo de Arte Contemporáneo de Alicante (2015), el Claustro Gótico del Centro del Carmen en Valencia (2016), el E CA de Riba-roja de Túria (2019), el Museo de Arte Contemporáneo Florencio de la Fuente en Huete, Cuenca (2022) y la Fundación Bancaja en Valencia (2024).
Desde 2006 hasta 2014 asumió la dirección artística de "lametro", sala de exposiciones de Ferrocarriles de la Generalitat Valenciana, en la estación de metro de Colón en Valencia.

### Participación en ferias
La obra de Aranguren ha sido presentada en diversas ferias de arte, incluyendo Artisima en Turín (2001), ArteBA en Buenos Aires (2004), Foro Sur en Cáceres (2009), Arte Lisboa (2010), Scope Basel (2012), Summa Art Fair en Madrid (2014), Bienal de Casablanca (2014), JUST LX en Lisboa (2018), JUSTMAD (2021 y 2023) y Estampa 2023 en Madrid.

### Escenografías y nuevas tecnologías
Desde finales de los años 90, María Aranguren diseña y realiza escenografías para producciones musicales de Arte4, presentadas en el Teatro Jovellanos de Gijón, el Museo del Traje de Madrid y el Corral de Comedias de Almagro. Desde 2017, ha incorporado aplicaciones informáticas de dibujo y pintura en su trabajo, pintando en directo y colaborando en conciertos de música contemporánea con Brouwer Trio en el Palau de la Música de Valencia (2017 y 2019).

## Premios y reconocimientos
Aranguren ha sido distinguida con varias becas y residencias. Su obra ha sido reconocida en importantes ferias de arte como Artisima en Turín y Scope Basel.
María Aranguren ha sido galardonada con la Beca de Paisaje de la Facultad de Bellas Artes de Madrid (Departamento de Paisaje, Ayllón, 1985) y la Beca de Residencia Artística otorgada por la Fundación InspiArte (Ifitri, Marruecos, 2013). También recibió la Residencia Artística de AP Gallery (Martín Muñoz de Ayllón, Segovia, 2015).

### Premios y reconocimientos[12]
- 1986: Premio de Pintura de la Asociación de Compañías de Seguros Españolas, Primer Premio.
- 1988: X Premio Blanco y Negro, Madrid, Finalista.
- 1990: XI Premio Blanco y Negro, Madrid, Finalista.
- 1992: XII Premio Blanco y Negro, Madrid, Finalista.
- 1994: XV Bienal de Pintura de Paterna, Obra adquirida.
- 1996: XVI Bienal de Pintura de Paterna, Obra adquirida.
- 2001: II Certamen de Pintura Royal Premier Hoteles, Accésit, obra adquirida.
- 2002: Premio de Pintura Caja Castilla-La Mancha, 5.ª Edición, Obra adquirida.
- 2013: Beca Fundación Inspirarte, Estancia artística IFITRI, Essaouira, Marruecos.
- 2015: Estancia artística, AP Gallery, Martín Muñoz de Ayllón, Segovia.
- 2021: Premio Colección Rucandio 2021, JustMad 2021.